# Стадион ПНЦ
Стадион ПНЦ (енгл. PNC Stadium) је вишенаменски стадион у граду Хјустону, Тексас, САД. Стадион је дом за Хјустон Динамо ФЦ, фудбалског клуба из МЛСа, такође Хјустон даша из Националне женске фудбалске лиге и Тексас саутерн тајгерса. Изградњу стадиона је финансирао град Хјустон са 35,5, затим 60 милиона долара је дато од стране Хјустонског Динама. Округ Харис је пристао да плати половину земљишта у замену за могућност заједничког поседовања стадиона након његовог завршетка у мају 2012. године. ПНЦ Фајнаншенал сервисис (стилизовано као ПНЦ) је компанија спонзор стадиона.
Стадион се налази на земљишту које се граничи са Тексасом, Вокером, Еманципацијом и Хачинсом у источном центру града и источно од Интерстејта 69/У.С. Роуте 59 и даунтаун Хјустона.